# 카디프 국립박물관

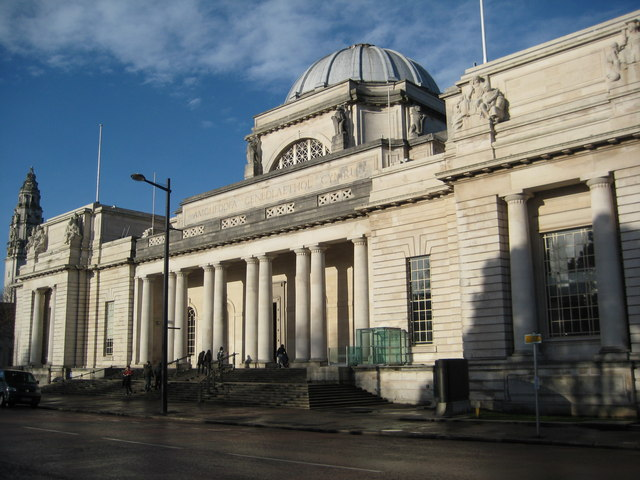
카디프 국립박물관

카디프 국립박물관(웨일스어: Amgueddfa Genedlaethol Caerdydd)은 영국 웨일스 카디프에 위치한 박물관이다.